# Diagrama foliar

Exemple de diagrama foliar, tot presentant diferents tipus de fil·lotaxi

Un diagrama foliar, en botànica, és la representació gràfica que permet saber la fil·lotaxi, és a dir, la disposició de les fulles a la tija d'una planta.